# Freie Hansestadt Bremen
Die Freie Hansestadt Bremen ([ˈbʁeːmən] ⓘ; ISO-3166-2-Code DE-HB) ist ein Bundesland im nordwestlichen Teil Deutschlands. Als Stadtstaat umfasst dieses mit Bremen und Bremerhaven zwei Großstädte, weshalb es gelegentlich auch als „Zwei-Städte-Staat“ Bremen bezeichnet wird. Es ist das flächenkleinste und bevölkerungsärmste Land der Bundesrepublik, Teil der Metropolregion Nordwest und hat 704.881 (31. Dezember 2024) Einwohner.

## Geographie

### Geographische Lage
Das Land Bremen liegt in Nordwestdeutschland am Unterlauf und Mündungstrichter der Weser und umfasst die beiden 53 km voneinander entfernten Städte Bremen (ca. 325 km²) und Bremerhaven (seit 2010 ca. 94 km²), die durch niedersächsisches Gebiet voneinander getrennt sind. Bremerhaven grenzt zusätzlich noch im Westen an die Nordsee und umschließt das Stadtbremische Überseehafengebiet Bremerhaven. Das Land Bremen wird durch die niedersächsischen Landkreise Osterholz, Verden, Diepholz, Wesermarsch, Cuxhaven und die Stadt Delmenhorst begrenzt.

### Landschaft

#### Naturräume
Naturräumlich ist die Freie Hansestadt Bremen fünf naturräumlichen Haupteinheiten zuzuordnen: den Wesermarschen, der Wümmeniederung, der Wesermünder Geest, der Thedinghäuser Vorgeest sowie dem Verdener Wesertal. Naturbelassene Flächen finden sich vor allem entlang der Flüsse Wümme, Lesum, Ochtum und Geeste mit unter Naturschutz stehenden Marschwiesen und Altarmen. Die Marsch- wie auch die Geestflächen werden landwirtschaftlich genutzt und dienen als Naherholungsgebiete für die Stadtbevölkerung. Bremen hat 20 Naturschutzgebiete mit insgesamt 3546 ha, die rund 8,5 % der Landesfläche ausmachen. Daneben bestehen drei Wasserschutzgebiete.

#### Flüsse
Der landschaftsprägende Fluss Weser ist in ganzer Länge eine Bundeswasserstraße und an seinen Ufern innerhalb der Freien Hansestadt Bremen überwiegend stark befestigt. Die Gezeiten in der Nordsee beeinflussen den Wasserstand in der Weser, teilweise auch die lokalen Wetterverhältnisse, und prägen Fauna und Flora im Land Bremen. Durch den Ausbau der Unterweser im 19. Jahrhundert kam es in der Folge zur Tiefenerosion im Verlauf und oberhalb des ausgebauten Flusses mit erheblichem Sandaustrag. Um ein Fortschreiten der Sohlenerosion zu verhindern, wurde Anfang des 20. Jahrhunderts in Bremen-Hastedt das Weserwehr gebaut. Infolge der Weserkorrektion und weiterer Vertiefungen des Schifffahrtsweges stieg der Tidenhub von zuvor etwa 1 m auf bis zu heute 5 m in der Stadt Bremen, was auch die Strömungsgeschwindigkeit erhöhte. Die Ansiedlung hat sich im Laufe der Geschichte hauptsächlich entlang der Flüsse entwickelt. Die stärkste Versiegelung des Bodens ist daher an den Ufern der Weser und den unmittelbar angrenzenden Stadtteilen zu finden. Die Häfen machen mit über 30 km² einen erheblichen Teil der Landesfläche aus.

#### Seen
Größter Binnensee ist der Sportparksee Grambke mit 40 ha.

#### Erhebungen
Die mit 32,5 m ü. NHN höchste natürliche Erhebung befindet sich im Friedehorstpark in Bremen-Burglesum. Damit hat Bremen die niedrigste höchste natürliche Erhebung aller Bundesländer. Der Gipfel der Mülldeponie im Ortsteil Hohweg des Bremer Stadtteils Walle, der unterschiedlichen Angaben zufolge zwischen 42 m ü. NHN und 49 m hoch ist, überragt allerdings die Parkerhebung.
→ Siehe auch: weitere Erhebungen in den Stadtgemeinden Bremen und Bremerhaven

#### Wald
Das größte geschlossene Waldgebiet des insgesamt waldarmen Landes liegt in den Bremer Ortsteilen Farge und Lüssum-Bockhorn. Es handelt sich um den bremischen Anteil an der Neuenkirchener Heide. Davon wird der größte Teil vom Tanklager Farge eingenommen, welches nicht öffentlich zugänglich ist.

#### Schienen und Straßen
Die Landschaft wird an vielen Stellen von Hauptverkehrsstrecken durchschnitten, darunter die Bundesautobahn A 27, die von Hannover über Bremen und Bremerhaven nach Cuxhaven führt, und von mehreren Eisenbahnstrecken.

## Bevölkerung

### Ethnische Zusammensetzung
Die Bevölkerung bestand ursprünglich aus Chauken und zuwandernden Friesen.
Um 250 v. Chr. drangen Sachsen in den heutigen Bremer Raum ein und vermischten sich mit den bereits ansässigen Volksgruppen. Ab 100 v. Chr. findet für diese Siedler der Begriff Nordseegermanen Verwendung, zu denen die Angeln, Chauken, Friesen, Sachsen und Warnen gehören. Ab dem 3. Jahrhundert n. Chr. ist die Bezeichnung Sachsen nachweisbar.
Die ethnische Zusammensetzung hat sich jedoch durch Zuwanderung in ihrer Zusammensetzung stark verändert, wobei eine Besonderheit die Zuwanderung von Polen im 19. Jahrhundert darstellt. Bremerhaven war damals einer der Auswanderhäfen. Bei den Polen handelte sich um Emigranten, die nach Nordamerika auswandern wollten, wobei sich die meisten ohne Visum einschifften. Wer auf Ellis Island abgewiesen wurde, musste mit dem nächsten Schiff zurück nach Europa und kam dann wieder in einem der Auswandererhäfen an. Von dort aus konnten viele allerdings oft nicht mehr zurück in ihren Heimatort und strandeten.
Nach dem Zweiten Weltkrieg sind viele Heimatvertriebene hinzugekommen, vornehmlich aus Ostpreußen, Posen und Pommern, zu einem geringeren Anteil auch aus der Tschechoslowakei. In den 1960er und 1970er Jahren kamen vor allem Gastarbeiter aus dem Mittelmeerraum sowie Westafrikaner in die Freie Hansestadt Bremen, in den letzten Jahren zogen vor allem Menschen aus dem Nahen Osten, Afghanistan und verschiedenen Regionen Afrikas nach Bremen.

### Sprache
In Bremen wird überwiegend Hochdeutsch und Bremer Dialekt gesprochen. Weit verbreitet ist Missingsch, ein Hochdeutsch mit Einflüssen aus dem Niederdeutschen, das hier Bremer Schnack genannt wird. Die niederdeutsche Sprache selbst, das Plattdüütsch, ist auch in Bremen noch beheimatet, allerdings seit einigen Jahrzehnten stark im Rückzug begriffen – nur noch wenige sprechen Niederdeutsch im Alltag. Für den Erhalt des Niederdeutschen setzt sich das Institut für niederdeutsche Sprache ein. In Familien mit Migrationshintergrund sind daneben noch die jeweiligen Heimatsprachen verbreitet (vor allem Russisch, Polnisch, Türkisch und Arabisch).

### Bevölkerungsentwicklung

Bevölkerungsentwicklung der Stadt Bremen, Bremerhaven und des Landes Bremen 1945–2016

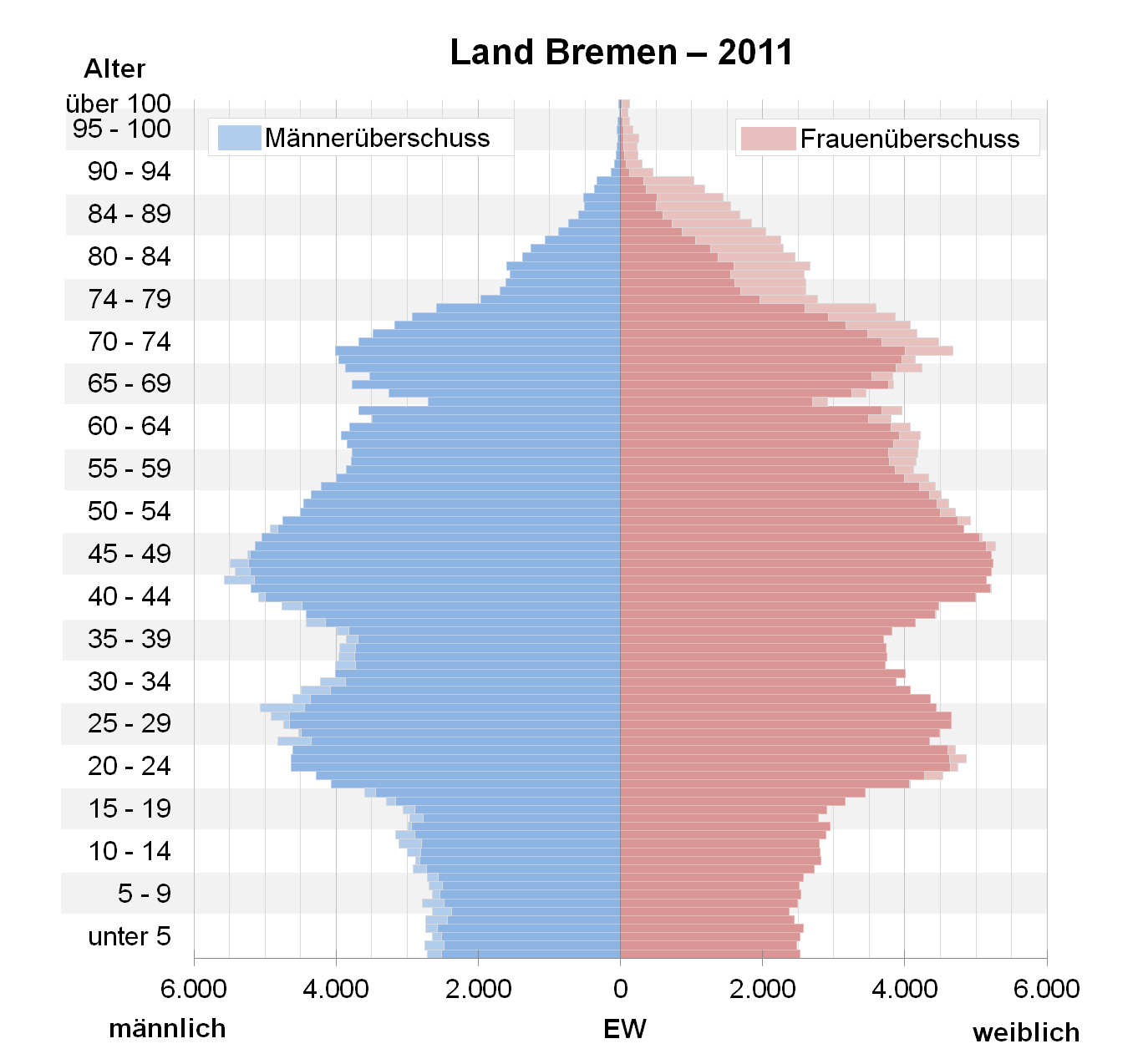
Bevölkerungspyramide für das Land Bremen (Datenquelle: Zensus 2011)

Mit Stand vom 31. Dezember 2024 haben die Stadtgemeinden Bremen und Bremerhaven 586.271 bzw. 118.610 Einwohner. Mit gleichen Stand hat die Freie Hansestadt 704.881 Einwohner.
Nach dem Zweiten Weltkrieg hatte die Freie Hansestadt Bremen und gleichermaßen beide Stadtgemeinden von 1946 bis 1960 einen Bevölkerungszuwachs von rund 47 % bei zusätzlichen 222.886 Einwohnern. Der Höchststand der Einwohnerzahl wurde in Bremen 1971 mit 594.591 Einwohnern erreicht und in Bremerhaven 1973 mit 144.578 Einwohnern. Danach sank die Einwohnerzahl bis 2000 kontinuierlich; in Bremen noch gemäßigt um rund 8 %, im von Wirtschaftskrisen betroffenen Bremerhaven sehr stark um 21,5 %. Allerdings nimmt die Einwohnerzahl in der Stadt Bremen seit 2001 wieder zu.
| Stadtgemeinde    | Einwohner 1871 |
| ---------------- | -------------- |
| Bremen           | 82.969         |
| Bremerhaven      | 10.768         |
| Vegesack         | 03.838         |
| Landherrnamt     | Einwohner 1871 |
| links der Weser  | 10.941         |
| rechts der Weser | 14.574         |
| Landgebiet       | 25.515         |

| Jahr | Stadtgemeinde Bremen | Stadtgemeinde Bremerhaven | Freie Hansestadt Bremen (Land) |
| ---- | -------------------- | ------------------------- | ------------------------------ |
| 1946 | 377.696              | 097.000                   | 474.696                        |
| 1950 | 441.025              | 113.176                   | 554.201                        |
| 1960 | 557.461              | 140.121                   | 697.582                        |
| 1970 | 592.533              | 142.919                   | 735.452                        |
| 1980 | 555.118              | 138.728                   | 693.846                        |
| 1990 | 551.219              | 130.446                   | 681.665                        |
| 2000 | 539.403              | 120.822                   | 660.225                        |
| 2010 | 547.340              | 113.366                   | 660.706                        |
| 2012 | 546.451              | 108.323                   | 654.774                        |
| 2014 | 551.767              | 110.121                   | 661.888                        |
| 2016 | 565.719              | 113.034                   | 678.753                        |
| 2017 | 568.006              | 113.026                   | 681.032                        |
| 2018 | 569.352              | 113.634                   | 682.986                        |

#### Ausländeranteil
1961 lag der Ausländeranteil an der Bevölkerung in der Freien Hansestadt Bremen wie auch in den beiden Stadtgemeinden bei 1 %, 1970 belief er sich auf 3,3 %, 1980 auf 6,9 % und 1990 auf 10 %, wobei der Anteil in den Stadtgemeinden Bremen und Bremerhaven bei 10,4 % bzw. 8,4 % lag. Bis 2006 ist der Ausländeranteil auf Landesebene auf 12,4 % gestiegen, wobei der Anteil in Bremen bei 12,9 % und in Bremerhaven bei 10 % lag.
Im Jahr 2022 betrug die ausländische Bevölkerung 21 %.
Der Anteil der Bevölkerung mit Migrationshintergrund lag in Bremen 2022 bei 41,7 % und damit am höchsten unter allen deutschen Bundesländern.
| Nationalität | Bremen | Bremerhaven | gesamt |
| ------------ | ------ | ----------- | ------ |
| Türkei       | 23.315 | 2.859       | 26.174 |
| Syrien       | 18.085 | 4.101       | 22.186 |
| Bulgarien    | 9.325  | 2.899       | 12.224 |
| Polen        | 9.460  | 2.076       | 11.536 |
| Ukraine      | 6.173  | 1.948       | 8.121  |
| Rumänien     | 4.240  | 1.383       | 5.623  |
| Afghanistan  | 3.720  | 478         | 4.198  |
| Serbien      | 3.490  | 595         | 4.085  |
| Ghana        | 2.775  | 71          | 2.846  |
| Italien      | 2.560  | 241         | 2.801  |
| Iran         | 2.435  | 230         | 2.665  |
| Spanien      | 2.195  | 205         | 2.390  |
| Nigeria      | 2.140  | 198         | 2.338  |
| Irak         | 1.895  | 171         | 2.066  |
| Albanien     | 1.780  | 125         | 1.905  |

#### Lebenserwartung
Die durchschnittliche Lebenserwartung lag im Zeitraum 2015/17 bei 77,2 Jahren für Männer und bei 82,6 Jahren für Frauen. Die Männer belegen damit unter den deutschen Bundesländern Rang 14, während Frauen Rang 15 belegen. Beide Werte liegen damit unter dem Bundesdurchschnitt. In Bremen lag die Lebenserwartung der Gesamtbevölkerung 2013/15 bei 80,29 Jahren und in Bremerhaven bei 77,70 Jahren. Bremerhaven zählt damit zu den Städten mit den landesweit niedrigsten Werten.

#### Umlandentwicklung
Beachtlich und überproportional ist das Bevölkerungswachstum der unmittelbaren Nachbargemeinden der beiden Städte.
- An Bremen grenzend:
  - Delmenhorst: 1960 mit 57.312 und 2014 mit 74.804 Einwohnern (+ 30 %)
  - Stuhr: 2014 mit 32.729 Einwohnern
  - Weyhe: 1974 um 21.556 und 2014 mit 30.291 Einwohnern (+ 41 %)
  - Syke: 1961 mit 16.203 und 2014 mit 24.847 Einwohnern (+ 51 %)
  - Achim: 2014 mit 30.594 Einwohnern
  - Oyten: 2014 mit 15.425 Einwohnern
  - Lilienthal: 1970 mit 8.841 und 2014 mit 18.528 Einwohnern (+ 110 %)
  - Osterholz-Scharmbeck: 1970 mit 15.175 und 2014 mit 30.032 Einwohnern (+ 98 %)
  - Ritterhude: 1970 mit 7.422 und 2010 mit 14.521 Einwohnern (+ 98 %)
  - Schwanewede (nur Ortsteil): 1970 mit 8.310 und 2010 mit 9.646 Einwohnern (+ 16 %)
  - Berne: 1980 mit 6.176 und 2014 mit 6.837 Einwohnern (+ 11 %)
  - Lemwerder: 2014 mit 6.859 Einwohnern
- An Bremerhaven grenzend:
  - Langen: 1974 mit ca. 15.000 und 2013 mit 18.330 Einwohnern (+ 22 %)
  - Spaden: 1970 mit 2.935 und 2010 mit 4.400 Einwohnern (+ 50 %).[25]

## Geschichte

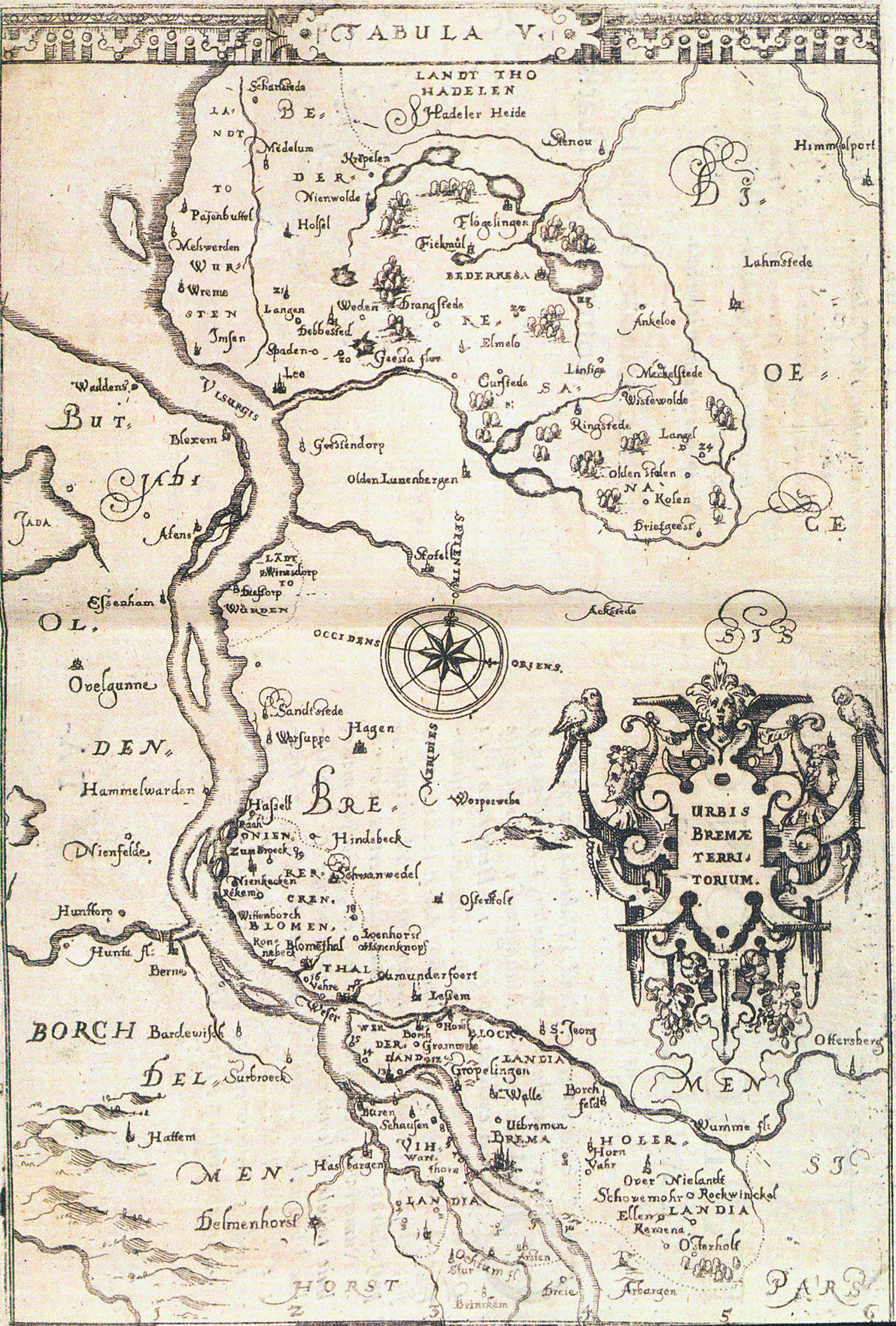
Urbis Bremae Territorium, 1603

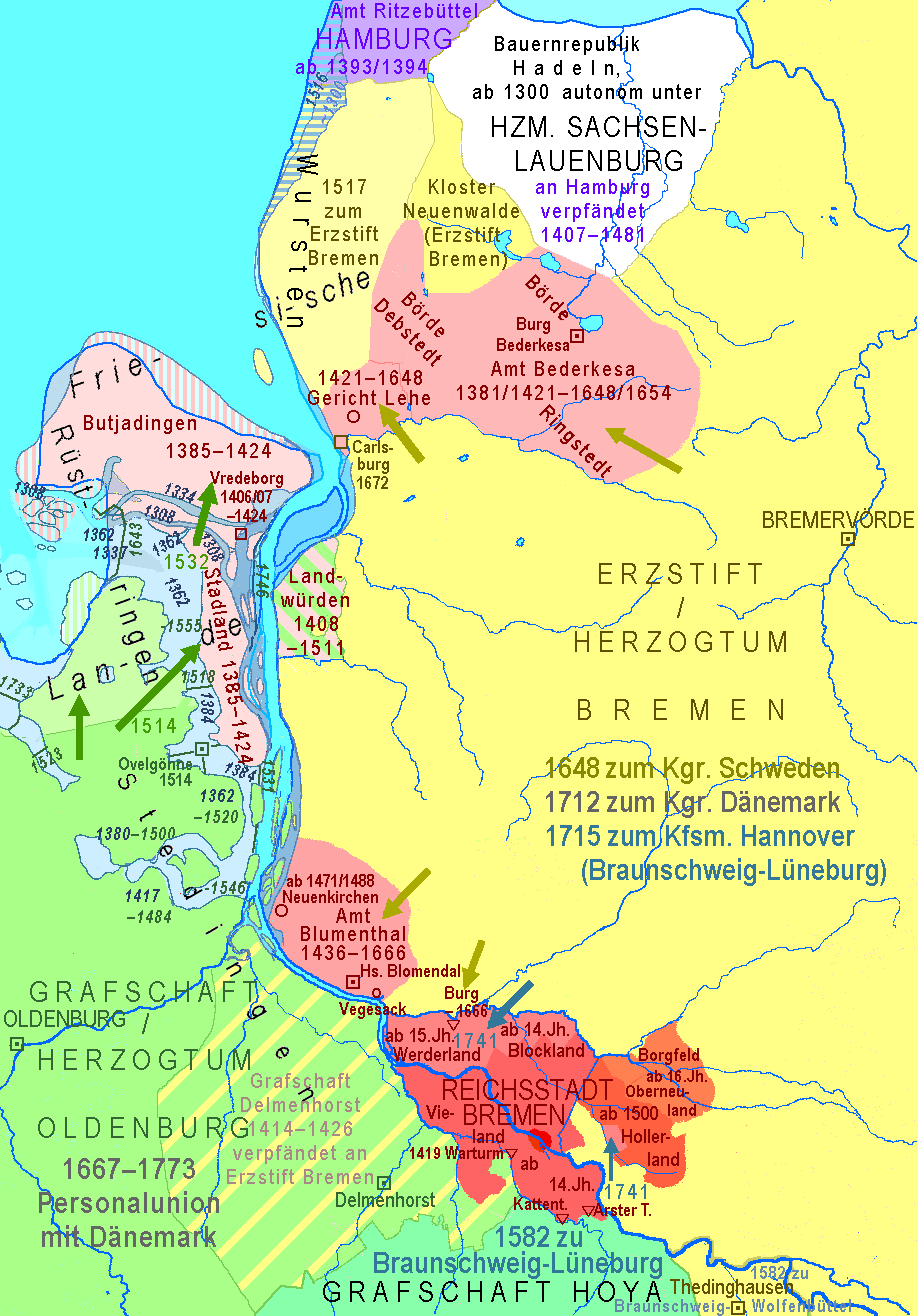
Landgebiete der Reichsstadt Bremen (rote Schrift) im 14. bis 18. Jh., dazu das Weserdelta

Im Unterschied zum Stadtstaat Hamburg, zu dem mit dem Stadtteil Neuwerk auch eine in der Nordsee gelegene Inselgruppe gehört, entwickelte sich Bremerhaven zu einer eigenständigen Stadt, sodass die Bezeichnung Zwei-Städte-Staat für Bremen entstand.

### Name
Der Name Bremen (lateinisch Brema) könnte soviel bedeuten wie am Rande liegend (altsächsisch Bremo bedeutet Rand bzw. Umfassung) und bezieht sich möglicherweise auf den Rand der Bremer Düne.
Der Stadt- bzw. Staatsname wandelte sich. Im Mittelalter bezeichnete sich die Stadt als civitas Bremensis, also als Stadt Bremen und dieses auch noch nach 1646. Wenn die verfassungsrechtliche Stellung Bremens betont werden sollte, führte sie nach dem Erhalt der Reichsstadturkunde (Linzer Diplom) ab 1646 den Titel Kayserliche und deß heiligen Römischen Reichs Freye Stadt (und Ansestadt) Bremen. Nach der Kaiserzeit wurde Bremen ab 1806 bzw. dann 1815 als souveräner Staat im Deutschen Bund zur Freyen Hansestadt Bremen bzw. ab 1871 als Bundesstaat im Deutschen Kaiserreich zur Freien Hansestadt Bremen. Zwischen 1810 und 1813 wurde Bremen als Bonne ville de l’Empire français des Französischen Kaiserreichs bezeichnet. Seit 1949 ist das Land Bremen die Freie Hansestadt Bremen in der Bundesrepublik Deutschland.

### Mittelalter und Frühe Neuzeit
Nach der Gründung des Bistums Bremen entstand die heutige Stadt Bremen neben dem Bischofssitz, der Domburg, zunächst als Marktort, dann als Stadt unter der Hoheit der Bischöfe.
Durch das Gelnhauser Privileg von 1186 unterstellte Kaiser Friedrich I. Barbarossa die Stadt der iustitia imperialis, „kaiserlichen Gerechtigkeit“. Seither unterstand Bremen als städtisches Gemeinwesen in weltlichen Dingen eigentlich nicht mehr dem Erzbischof. Diese Weichenstellung in Richtung Freie Reichsstadt geschah allerdings zu einem Zeitpunkt, da die Position der Bürger gegenüber dem Erzbischof noch schwach war und ein anderer Konflikt im Vordergrund stand; Heinrich der Löwe war 1181 nach England ins Exil gegangen, nachdem ihm wegen seiner Opposition gegen Kaiser Friedrich I. die Herzogswürde über das Stammesherzogtum Sachsen (und ebenso Bayern) entzogen worden war. Die Herzogswürde für dessen westlichen Teil bis zur Weser war dem Erzbischof von Köln übertragen worden, die für den Osten den Askaniern. Zu den in der Urkunde erwähnten Zeugen gehörten aus Bremen bezeichnenderweise nur der Erzbischof und der Vogt, aber kein Vertreter der Bürger.
Fortan schwankte das Verhältnis zwischen der Stadt auf der einen Seite, Erzbischof und Domkapitel auf der anderen Seite laufend zwischen Gleichberechtigung und Bevormundung, zwischen Kooperation und Konkurrenz.
Der Bremer Erzbischof Gerhard II. zur Lippe versuchte, mit der Witteborg die Unterweser zu kontrollieren, und erlitt dabei 1222 eine militärische Niederlage durch die Stadt, die diese Burg eroberte und zerstörte.
Eine Bedrohung für die Emanzipation der Stadt bildete die Konstitution von Ravenna Kaiser Friedrichs II. von 1232, in der er, wohl vor allem wegen seiner Konflikte mit italienischen Städten, die Selbstbestimmung der Bischofsstädte und sogar die Zünfte verbieten wollte.
Erzbischof Gerhard II. suchte damals allerdings zunächst die Unterstützung der Bürger für seinen Stedingerkrieg. Dafür gewährte er ihnen 1233 steuerliche und rechtliche Erleichterungen und sicherte der Stadt zu, gegen ihren Willen keine Burgen mehr an der Weser zu bauen. Der Vertrag wurde sogar durch Friedrichs Sohn und Mitregenten Heinrich VII. bestätigt. Erst nach dem Sieg über die Stedinger ging der Erzbischof 1246 mit seinen Gerhardschen Reversalen daran, die Stadt an die kurze Leine zu nehmen. Unter anderem wurden „die Bürgermeister und die Gemeinde aller Bürger“ genötigt, die wilcore genannten ersten eigenständigen Statuten der Stadt zu widerrufen. Seine Anordnung, die erzbischöflichen Dienstmannen der städtischen Gerichtsbarkeit zu entziehen, trug wohl mit dazu bei, dass ein halbes Jahrhundert später aus einem einzelnen Streitfall heraus der erzbischöfliche Palast von Bürgern gestürmt wurde und in Flammen aufging.
Mit dem seit 1303/09 kodifizierten Bremer Stadtrecht schuf sich die Stadt dann dauerhaft ein eigenes Rechtssystem.
Aber völlig beendet war die Bevormundung noch lange nicht. Das Privileg Karls V. von 1541 erlaubte es zwar den städtischen Amtsträgern, sich in der Rechtsprechung über den erzbischöflichen Vogt hinwegzusetzen, aber dessen Amt blieb noch bestehen.
Der Hanse trat Bremen relativ zögerlich bei. Die Mitgliedschaft war zudem mehrmals gefährdet. Teilweise ging Bremen, um es sich nicht ganz mit den Friesen zu verderben, nicht energisch genug gegen Seeräuber vor. Teilweise kam es durch Bürgermeister anderer Hansestädte zu negativen Reaktionen, wenn ihnen bekannte Bremer Bürgermeister entmachtet wurden.
Die von der Stadt erworbenen Landgebiete gehören heute großenteils zur Stadtgemeinde Bremen, sofern sie nicht im 17. Jahrhundert wieder verloren gingen. Manche, wie etwa das Vieland, waren zunächst von Stadt und Domkapitel gemeinsam regiert worden. Versuche der Stadt, ihre Macht entlang der Unterweser auszudehnen, erlitten schwere Rückschläge wie den Verlust der Vredeborg. Erst im 17. bzw. 19. Jahrhundert gelang es, Vegesack und Bremerhaven als Vorhäfen zu gründen – beide wurden dringend gebraucht, weil die Unterweser versandete und immer schwieriger mit Seeschiffen zu befahren war.
Das Erzbistum dagegen erwarb weltlichen Territorialbesitz in größerer Entfernung von der Stadt. Schließlich beherrschte es große Teile des Elbe-Weser-Dreiecks. Dieses Gebiet gehört nicht zu den Vorläufern der heutigen Freien Hansestadt Bremen. Die Erzbischöfe residierten zunehmend nicht mehr in Bremen, sondern in Bremervörde. Infolge der Reformation wurde dieses Erzstift Bremen säkularisiert und auf dem Westfälischen Frieden 1648 zum Herzogtum Bremen. Zusammen mit dem Herzogtum Verden kam es im Umweg über schwedische und dänische Hoheit schließlich zum Kurfürstentum Braunschweig-Lüneburg, dem späteren Königreich Hannover. Innerhalb der Bremer Stadtbefestigung besaß das Erzstift und spätere Herzogtum Bremen die Domfreiheit.

### 19. Jahrhundert
Beim Reichsdeputationshauptschluss von 1803, drei Jahre vor der Auflösung des Heiligen Römischen Reiches, war Bremen eine der sechs Reichsstädte, die nicht mediatisiert wurden, sondern ihre Eigenständigkeit behielten. Außerdem gewann es die bis dahin mit dem Herzogtum Bremen unter hannöverscher Hoheit stehende Domfreiheit zurück.
Nach der Annexion Nordwestdeutschlands durch das napoleonische Frankreich war Bremen von 1811 bis 1814 Hauptstadt des französischen Departements der Wesermündungen (Département des Bouches-du-Weser). Von 1815 bis 1866 war Bremen im Deutschen Bund ein souveräner Staat. Wegen der Versandung der Weser wurde 1827 ein zweiter Vorhafen gegründet, aus dem die Stadt Bremerhaven entstand.
Nach der Deutschen Revolution von 1848/49 gab sich Bremen 1849 eine liberale Verfassung, die 1854 durch eine konservative Verfassung mit einem Achtklassenwahlrecht abgelöst wurde. Von 1866 bis 1871 war Bremen ein Gliedstaat im Norddeutschen Bund und bis 1918 im Deutschen Kaiserreich.

### Bremer Räterepublik

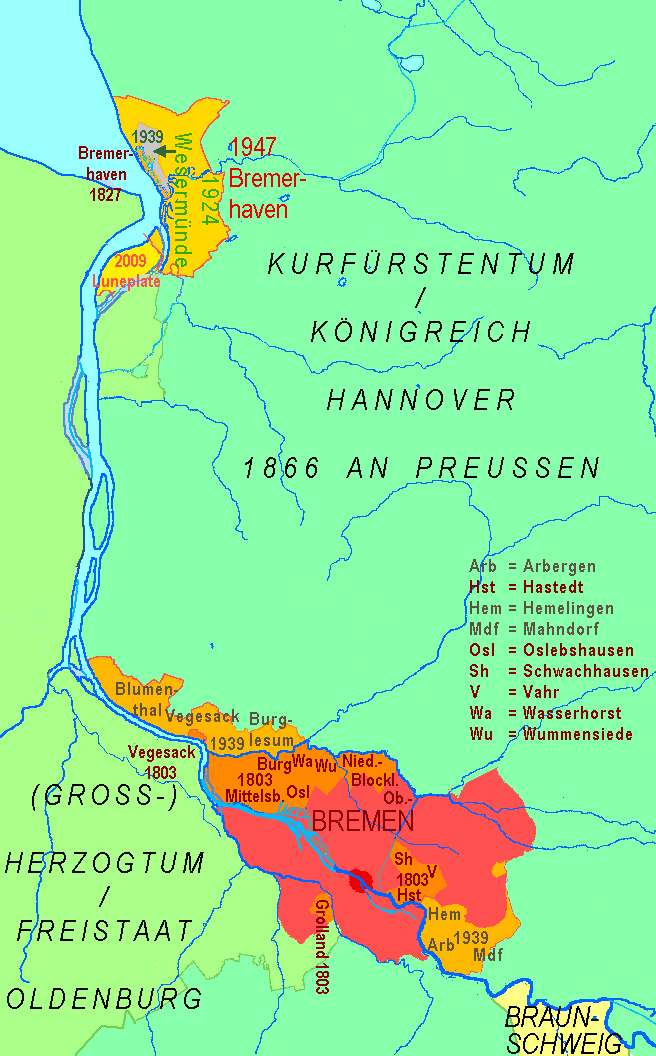
Die Freie Hansestadt Bremen seit 1800

Am Ende des Ersten Weltkriegs übernahm im Zuge der Novemberrevolution ein Arbeiter- und Soldatenrat am 15. November 1918 die Macht in Bremen, oberstes Organ der Exekutive wurde jedoch ein gemeinsamer Ausschuss von Rätevertretern und Senatoren. Die Bremer Räterepublik, erst am 10. Januar 1919 ausgerufen, wurde am 4. Februar desselben Jahres durch eine vom Rat der Volksbeauftragten des Reiches angeordnete militärische Intervention beendet.

### Weimarer Republik
Danach wurde eine provisorische Regierung des Stadtstaates eingesetzt. Diese ließ am 9. März 1919 in allgemeiner und freier Wahl die Bremer Nationalversammlung wählen, die 1920 eine neue, parlamentarische Landesverfassung verabschiedete, mit einem allgemeinen und gleichen Wahlrecht. Damit hatte sich auch das Frauenwahlrecht durchgesetzt.
| Zeitraum                 | Präsident des Senats                     | Bürgermeister            | Regierungsparteien                                |
| ------------------------ | ---------------------------------------- | ------------------------ | ------------------------------------------------- |
| 1919–1920 (provisorisch) | Karl Deichmann (MSPD)                    | Hermann Hildebrand (DDP) | MSPD, DDP und DVP                                 |
| 1920–1925                | Martin Donandt (DNVP)                    | Theodor Spitta (DDP)     | DDP, DVP und mehrere, teilw. parteilose Kaufleute |
| 1925–1928                | Martin Donandt (DNVP)                    | Theodor Spitta (DDP)     | DDP, DVP und DNVP                                 |
| 1928–1933                | Martin Donandt (DNVP, ab 1929 parteilos) | Karl Deichmann (SPD)     | SPD und DDP                                       |

### Nationalsozialismus
Mit dem Regierungsantritt der NSDAP in der Freien Hansestadt Bremen am 6. März 1933, einen Tag nach der Reichstagswahl, begann die Phase Bremens im Nationalsozialismus. Die zwölfjährige Zeit war geprägt durch Unterdrückung und Verfolgung von Demokraten und Minderheiten. Es wurden mehrere Arbeitslager errichtet, in denen Kriegsgefangene und Regimegegner unter schwersten Bedingungen Zwangsarbeit leisten mussten und dabei zu tausenden ihr Leben verloren. Wie die übrigen deutschen Länder verlor die Freie Hansestadt Bremen durch das Gesetz über den Neuaufbau des Reichs vom 30. Januar 1934 ihre staatlichen Hoheitsrechte. Als Hansestadt Bremen wurde das Land dem 1928 gegründeten Gau Weser-Ems unter dem Gauleiter Carl Röver zugeteilt.
Durch die Vierte Verordnung über den Neuaufbau des Reichs vom 28. September 1939 musste die Hansestadt Bremen die Stadtgemeinde Bremerhaven mit Ausnahme der dortigen Häfen an die preußische Provinz Hannover abtreten. Bremerhaven wurde so ein Teil von Wesermünde, welches 1924 aus Geestemünde und Lehe gebildet worden war. Im Austausch dafür bekam die Hansestadt Bremen große Teile des Kreises Blumenthal, wodurch Bremen-Nord seine heutige Ausdehnung gewann. Dazu kamen noch Hemelingen, Arbergen und Mahndorf.

### Zweiter Weltkrieg
Im Zweiten Weltkrieg kam es in Bremen (173 Luftangriffe) und in Wesermünde (52 Angriffe) zu schweren Zerstörungen. In Bremen war schließlich 59 % der städtebaulichen Substanz zerstört. In Wesermünde betrug der Anteil 56 %, wobei Alt-Bremerhaven alleine fast vollständig zerstört war. Durch Luftkrieg kamen in Bremen rund 4000 Menschen ums Leben, in Wesermünde mehr als 1100 Menschen.
Am 10. April 1945 begann mit britischem Artilleriebeschuss letztlich der Kampf um Bremen. Die britische Schlussoffensive am 25. April führte in der Nacht vom 26. auf den 27. April zur Kapitulation durch den letzten Kampfkommandanten. Kurz darauf (am 8. Mai) erfolgte schließlich auch die Bedingungslose Kapitulation der Wehrmacht, womit der Zweite Weltkrieg in Europa sein Ende fand.

### Nach 1945

Tabellarische Übersicht über die Gutachten zur Länderreform, die im Zonenbeirat zur Abstimmung stand.

Um als Port of Embarkation den Nachschub für die US-Truppen zu sichern, wurde das in der Britischen Besatzungszone gelegene Bremen mit Bremerhaven zur US-amerikanischen Exklave. Sowohl die Hansestadt Bremen als auch die Stadt Wesermünde gehörten zur amerikanischen Besatzungszone und waren umgeben von der britischen Zone, wobei Wesermünde vom Jahreswechsel 1945/46 bis zum 31. März 1947 zwischenzeitlich zur britischen Zone gehörte und am 10. März 1947 in Bremerhaven umbenannt wurde. Abgesehen von dieser offiziellen Zuordnung war Bremen zeitweise sowohl ein Teil der amerikanischen wie auch der britischen Zone. Dem Länderrat der amerikanischen Zone gehörte die Hansestadt Bremen an, solange dieser bestand. Im ersten Zonenbeirat der britischen Zone (6. März 1946 bis 30. April 1947) mit sechs Ländervertretern und zehn Ressortvertretern wurde der Vertreter der vier kleineren Länder turnusgemäß auch von der Hansestadt Bremen gestellt, im zweiten Zonenbeirat der britischen Zone (10. Juni 1947 bis 29. Juni 1948) aus 37 Länderdelegierten war die Hansestadt Bremen nicht mehr vertreten.
Indem die Hansestadt Bremen und die Stadt Bremerhaven in ihren Grenzen von 1939 nach Kriegsende zur Amerikanischen Exklave und da heraus zur Freien Hansestadt Bremen wurden, umfasst der Zwei-Städte-Staat seit seiner Neukonstitution im Januar/Februar 1947 ein größeres Territorium als zur Zeit des Deutschen Reiches (1871: 255,25 km², 1939: 325,42 km², 1947: 404,28 km²).

### Heute
Seit Gründung der Bundesrepublik ist es eine Konstante der Bremer Politik, die Selbständigkeit als Stadtstaat zu erhalten. Wirtschaftspolitisch ist seit den 1970ern eine Umstrukturierung zu meistern. Der Niedergang der Werftenindustrie (AG Weser, Bremer Vulkan) und ein Bedeutungsrückgang der stadtbremischen Häfen machten es erforderlich, weitere wirtschaftliche Standbeine zu finden und ein Profil als Wirtschafts- und Wissenschaftsstandort mit Schwerpunkten in der Luft- und Raumfahrttechnik sowie in der Logistik zu schärfen.
Nach der Einkommensteuerreform von 1970 werden Steuern nunmehr nicht mehr an den Arbeitsstandort, sondern an den Standort des Wohnsitzes des Steuerpflichtigen abgeführt. Die zunehmende Anzahl der im niedersächsischen Umland wohnenden und dort steuerzahlenden bremischen Beschäftigten (2006: 130.000; im Saldo von Bremen/Niedersachsen noch 100.000 Beschäftigte) führt zu einer Finanzkrise, die Bremens Selbständigkeit bedroht. 1986 bzw. 1992 hat das Bundesverfassungsgericht zum Finanzausgleich beschlossen, dass die Steuergesetzgebung so erfolgen muss, dass der „Andersartigkeit der Stadtstaaten“ Rechnung getragen werden muss. Durch die Bremer Erklärung vom Senat Wedemeier, Oberbürgermeister von Bremerhaven, Kammern, Wirtschaftsverbänden und Gewerkschaften vom November 1992 wurde die Selbstständigkeit der Freien Hansestadt Bremen bekräftigt. Außer den vorübergehenden Zuwendungen des Bundes von 1994 bis 2004 in Höhe von 8,5 Milliarden Euro und seit etwa 2008 bis 2016 in Höhe von 2,7 Milliarden Euro erfolgte jedoch noch keine dauerhafte Regelung zur Behebung des Haushaltsnotstandes.
Durch den Staatsvertrag mit Niedersachsen zur Luneplate vom 5. Mai 2009, der am 1. Januar 2010 in Kraft getreten ist, wuchs die Fläche des Bundeslandes um 14,95 km² auf 419,23 km².
| Zeitraum                   | Bürgermeister, Amtsperiode | Regierungsparteien        | Oppositionsparteien       |
| -------------------------- | -------------------------- | ------------------------- | ------------------------- |
| 6. Juni bis 1. August 1945 | Vagts                      | Parteilose, BDV, SPD, KPD |                           |
| 1945–1946                  | Kaisen I                   | SPD, BDV, KPD, Parteilose |                           |
| 1946–1948                  | Kaisen II                  | SPD, BDV, KPD, Parteilose | CDU, DP                   |
| 1948–1951                  | Kaisen III                 | SPD, BDV, Parteilose      | CDU, DP                   |
| 1951–1955                  | Kaisen IV                  | SPD, FDP, CDU             | DP, SRP, KPD, GB/BHE, WdF |
| 1955–1959                  | Kaisen V                   | SPD, CDU, FDP             | DP, KPD                   |
| 1959–1963                  | Kaisen VI                  | SPD, FDP                  | CDU, DP                   |
| 1963–1965                  | Kaisen VII                 | SPD, FDP                  | CDU, DP/NPD               |
| 1965–1967                  | Dehnkamp                   | SPD, FDP                  | CDU, DP/NPD               |
| 1967–1971                  | Koschnick I                | SPD, FDP                  | CDU, NPD                  |
| 1971–1975                  | Koschnick II               | SPD                       | CDU, FDP                  |
| 1975–1979                  | Koschnick III              | SPD                       | CDU, FDP                  |
| 1979–1983                  | Koschnick IV               | SPD                       | CDU, FDP, BGL             |
| 1983–1985                  | Koschnick V                | SPD                       | CDU, Grüne                |
| 1985–1987                  | Wedemeier I                | SPD                       | CDU, Grüne                |
| 1987–1991                  | Wedemeier II               | SPD                       | CDU, Grüne, FDP, DVU      |
| 1991–1995                  | Wedemeier III              | SPD, Grüne, FDP           | CDU, DVU                  |
| 1995–1999                  | Scherf I                   | SPD, CDU                  | Grüne, AFB, FDP           |
| 1999–2003                  | Scherf II                  | SPD, CDU                  | Grüne, DVU                |
| 2003–2005                  | Scherf III                 | SPD, CDU                  | Grüne, DVU, FDP           |
| 2005–2007                  | Böhrnsen I                 | SPD, CDU                  | Grüne, DVU, FDP           |
| 2007–2011                  | Böhrnsen II                | SPD, Grüne                | CDU, FDP, Linke, DVU, BIW |
| 2011–2015                  | Böhrnsen III               | SPD, Grüne                | CDU, Linke, BIW           |
| 2015–2019                  | Sieling                    | SPD, Grüne                | CDU, Linke, FDP, AfD, BIW |
| 2019–2023                  | Bovenschulte I             | SPD, Grüne, Linke         | CDU, AfD, FDP, BIW        |
| seit 2023                  | Bovenschulte II            | SPD, Grüne, Linke         | CDU, BD, FDP              |

## Politik

### Staatsaufbau

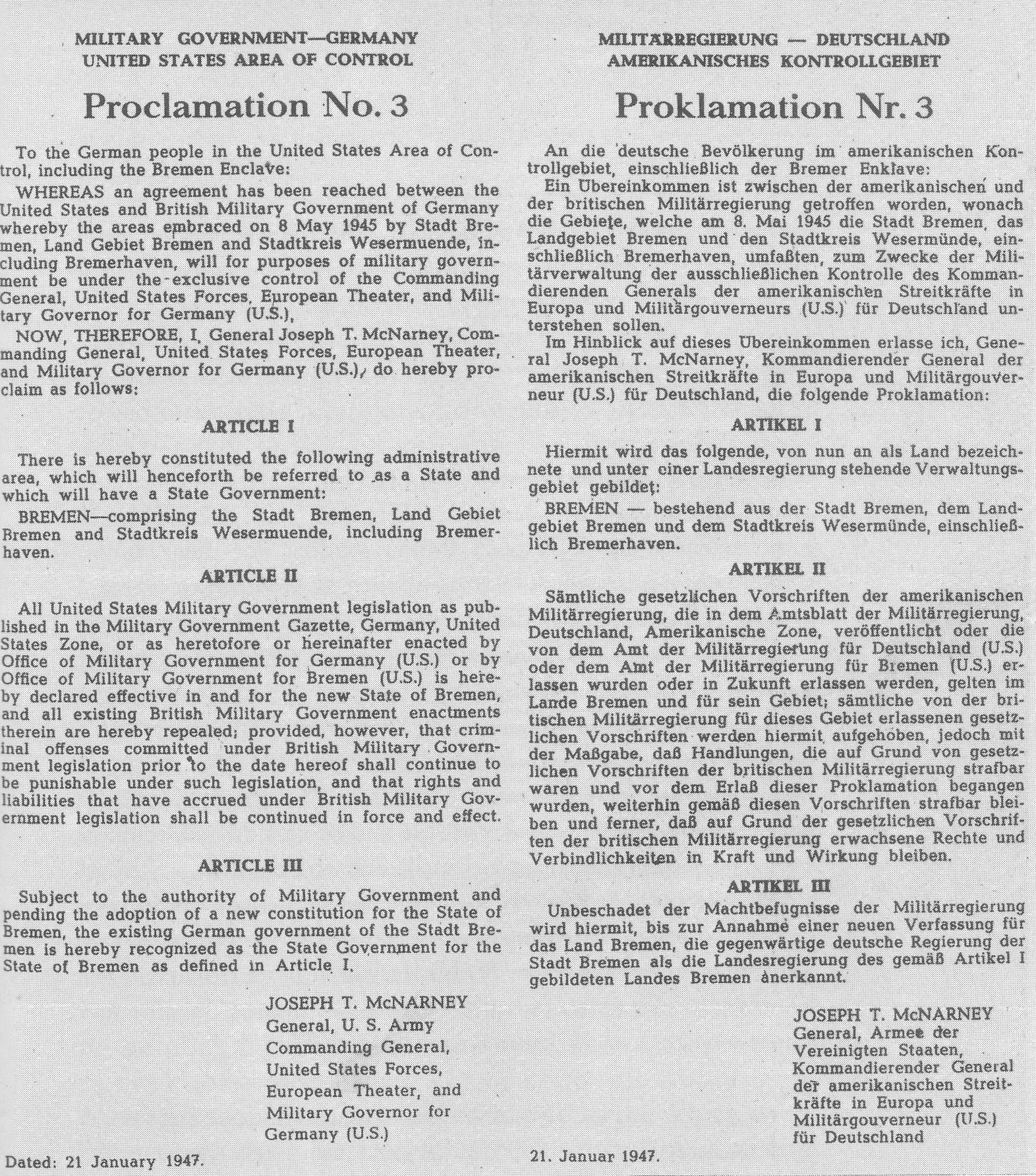
Proklamation Nr. 3 von 1947: Neugründung des Landes Bremen

Laut seiner Verfassung führt der bremische Staat den Namen Freie Hansestadt Bremen und ist Glied der deutschen Republik und Europas (Art. 64 BremLV). Laut Art. 65 bekennt sich der bremische Staat zu Demokratie, sozialer Gerechtigkeit, Freiheit, Schutz der natürlichen Umwelt, Frieden und Völkerverständigung. Alle Macht geht in Bremen vom Volke aus.

### Verwaltungsgliederung
Die Freie Hansestadt Bremen gliedert sich in zwei Stadtgemeinden, die jeweils in Stadtbezirke, Stadtteile und Ortsteile unterteilt sind:
- Stadtgemeinde Bremen mit 586.271 Einwohnern (31. Dezember 2024)

- Bremen ist in 5 Stadtbezirke (Mitte, Süd, Ost, West und Nord) und diese in 19 Stadt- und 4 eigenständige Ortsteile gegliedert. Diesen Einheiten sind 22 Beiräte und 17 Ortsämter zugeordnet. 18 Stadtteile sind weiter in 84 Ortsteile unterteilt, sodass insgesamt 88 Ortsteile bestehen. Der Stadtteil Oberneuland hat keinen Ortsteil.

- Stadtgemeinde Bremerhaven mit 118.610 Einwohnern (31. Dezember 2024)

- Bremerhaven ist in 2 Stadtbezirke (Nord und Süd) und diese in 9 Stadtteile gegliedert. Die Stadtteile sind weiter in 24 Ortsteile unterteilt.

### Legislative – Landesparlament

#### Aufbau und Struktur
Die Legislative bildet die Bremische Bürgerschaft. Sie ist mit 83 Abgeordneten das Landesparlament und als Stadtbürgerschaft mit den 68 Bremer Abgeordneten zugleich für die kommunalen Angelegenheiten der Stadtgemeinde Bremen zuständig. Die Mitglieder der Bürgerschaft werden in den Wahlbereichen Bremen und Bremerhaven auf vier Jahre gewählt. Außerdem steht die Legislative dem Volke in Volksabstimmungen zu.
Für die kommunalen Angelegenheiten der Stadt Bremerhaven ist die Bremerhavener Stadtverordnetenversammlung mit 48 Stadtverordneten zuständig.

#### Parteien
Bremen ist seit Kriegsende das einzige Bundesland, in dem bis 2019 die SPD bei jeder Landtagswahl zur stärksten Partei gewählt wurde, immer an der Regierung beteiligt war und seit Juli 1945 immer den Präsidenten des Senats stellt.
Die Wahlergebnisse der CDU lagen bei jeder Wahl unter ihrem Bundesdurchschnitt. Zwischen 1946 und 1967 waren noch die Deutsche Partei (DP) und von 1951 bis 1955 der BHE bzw. Gesamtdeutscher Block/Bund der Heimatvertriebenen und Entrechteten (GB/BHE) in der Bürgerschaft vertreten. Beide Parteien gingen in der CDU auf.
Die liberale Bremer Demokratische Volkspartei (BDV) mit Bürgermeister Theodor Spitta war zwischen 1945 und 1951 eine einflussreiche bürgerliche Partei. Sie wurde 1951 Teil der FDP.
Die KPD war von 1947 bis 1956 in der Bürgerschaft vertreten. Die DKP erzielte 1971 mit 3,1 % ihr bestes Landtagswahlergebnis in Bremen. Bei der Bürgerschaftswahl in Bremen 2007 kam die Linke mit 8,4 % erstmals in ein westdeutsches Landesparlament.
1979 gelang der Bremer Grünen Liste, Vorläuferpartei der Grünen, der Einzug in die Bremische Bürgerschaft. Den Grünen gelangen seit 1987 (mit Ausnahme von 1999) stets Wahlergebnisse im zweistelligen Bereich.
Begünstigt durch die Struktur als Stadtstaat und das Wahlrecht, bei dem beide Städte getrennte Wahlgebiete mit getrennt geltender Fünf-Prozent-Hürde bilden, erzielten auch Splitterparteien außerhalb des linken Spektrums meistens gute Ergebnisse. So hatte die rechtsextreme DVU – insbesondere in Bremerhaven – höheren Zulauf, der ab 1987 einen Sitz und ab 1991 für Fraktionsstärke in der Bürgerschaft reichte. Nachdem die DVU 1995 nicht mehr in der Bürgerschaft vertreten war, gelang der Einzug wieder 1999 aufgrund der Überwindung der Fünf-Prozent-Hürde in Bremerhaven mit einem Sitz bis zum Jahr 2011.
Von 1995 bis 1999 war die als rechte SPD-Abspaltung hervorgegangene Partei Arbeit für Bremen und Bremerhaven mit 10,7 % und zwölf Abgeordneten in der Bürgerschaft vertreten. Der Partei Rechtsstaatlicher Offensive gelang 2003 ein Wahlergebnis von landesweit 4,4 %, wobei mit 4,8 % in Bremerhaven der Einzug in die Bürgerschaft knapp misslang. Die rechtspopulistische Wählergemeinschaft Bürger in Wut zog vier Jahre später mit 5,29 % Stimmenanteil in Bremerhaven mit einem Mandat in die Bürgerschaft ein.

#### Wahlergebnisse
In der folgenden Tabelle sind die Ergebnisse von Bürgerschafts-, Bundestags- und Europawahlen seit 2013 dargestellt.
| Jahr | Wahl              | Wahlbeteiligung | SPD  | Grüne | CDU  | FDP | Linke | AfD | Sonst. |
| ---- | ----------------- | --------------- | ---- | ----- | ---- | --- | ----- | --- | ------ |
| 2023 | Bürgerschaftswahl | 56,8            | 29,8 | 11,9  | 26,2 | 5,1 | 10,9  | —   | 16,2   |
| 2021 | Bundestagswahl    | 73,5            | 30,6 | 22,1  | 17,2 | 9,5 | 08,1  | 6,2 | 06,4   |
| 2019 | Europawahl        | 65,3            | 24,2 | 23,5  | 22,0 | 4,6 | 08,0  | 7,2 | 10,7   |
| 2019 | Bürgerschaftswahl | 66,5            | 24,9 | 17,6  | 27,2 | 6,0 | 11,8  | 5,7 | 06,9   |
| 2017 | Bundestagswahl    | 72,2            | 26,0 | 11,6  | 25,1 | 9,7 | 13,8  | 9,6 | 04,3   |
| 2015 | Bürgerschaftswahl | 52,2            | 32,6 | 15,8  | 22,2 | 6,7 | 09,9  | 5,6 | 07,2   |
| 2014 | Europawahl        | 41,5            | 33,5 | 18,8  | 21,6 | 3,4 | 09,8  | 5,8 | 07,1   |
| 2013 | Bundestagswahl    | 69,9            | 34,9 | 12,8  | 29,1 | 3,5 | 10,3  | 3,7 | 05,7   |

### Exekutive – Landesregierung

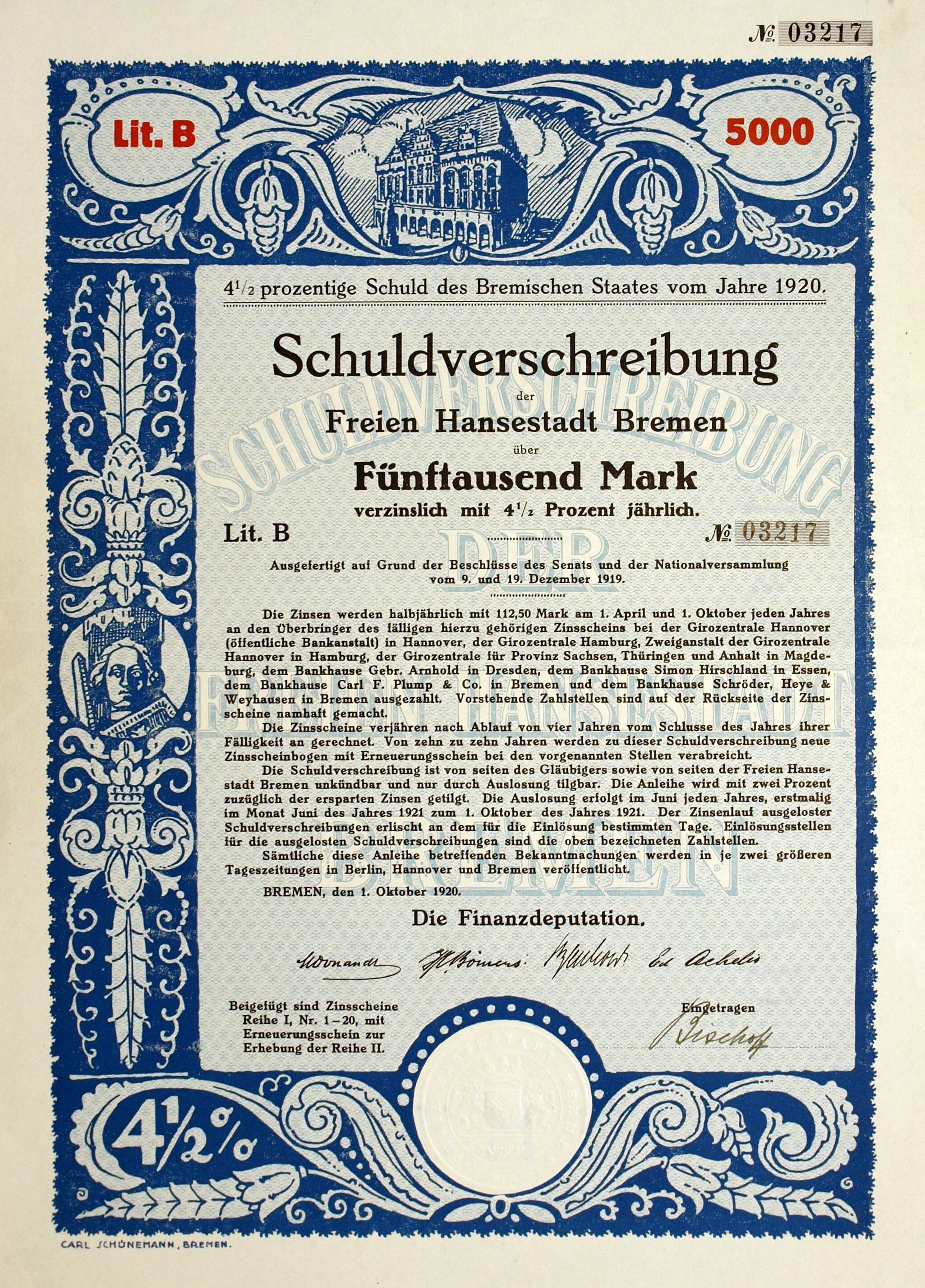
Schuldverschreibung über 5000 Mark der Freien Hansestadt Bremen vom 1. Oktober 1920

Die Exekutive bildet der Senat der Freien Hansestadt Bremen: Er ist die Landesregierung der Freien Hansestadt Bremen. Die einzelnen Senatsmitglieder werden von der Bürgerschaft mit der Mehrheit der abgegebenen Stimmen für die Dauer der Wahlperiode der Bürgerschaft gewählt. Dabei wird zunächst der Präsident des Senats in einem gesonderten Wahlgang in geheimer Abstimmung gewählt.
Zu weiteren Mitgliedern des Senats können Staatsräte, deren Zahl ein Drittel der Zahl der Senatoren nicht übersteigen darf, auf Vorschlag des Senats gewählt werden (Art. 108). Im Vergleich zu den anderen Landesregierungen ist der Charakter des Senats als Kollegialorgan ausgeprägt; der Präsidenten des Senats hat keine formale Richtlinienkompetenz. Die Senatsmitglieder können nicht gleichzeitig der Bürgerschaft angehören.

#### Kommunalverwaltung

##### Bremen
Die kommunalen Organe der Stadtgemeinde Bremen sind mit den staatlichen Organen der Freien Hansestadt Bremen weitgehend personalidentisch. Die im Wahlbereich Bremen gewählten Abgeordneten der Bremischen Bürgerschaft sind gleichzeitig Mitglieder der kommunalen Volksvertretung Bremens (Stadtbürgerschaft); Verschiebungen können sich dadurch ergeben, dass EU-Ausländer nur auf die Zusammensetzung der Stadtbürgerschaft, nicht aber auf die Zusammensetzung des Landesparlaments Einfluss nehmen können. Der Senat des Landes ist zugleich Organ der Stadtgemeinde Bremen.

##### Bremerhaven
Das Landesrecht sieht in den Artikeln 145 bis 148 der Landesverfassung der Freien Hansestadt Bremen einen losen Rahmen für die Gemeindeverfassung vor. Bremerhaven hat sich gem. Artikel 144 der Landesverfassung durch das Ortsgesetz der Stadt Bremerhaven vom 4. November 1947 die Verfassung der Stadt Bremerhaven gegeben. Die Stadtverordnetenversammlung der Stadt beschließt über alle Stadtangelegenheiten. Die Aufsicht der Freien Hansestadt Bremen beschränkt sich gem. Artikel 147 „auf die Gesetzmäßigkeit der Verwaltung“ (Rechtsaufsicht).
Bremerhaven besitzt als Spitze der Verwaltung einen Magistrat mit einem Oberbürgermeister, dem Bürgermeister als Stellvertreter und den Stadträten. Bremerhaven hat einige Gestaltungsrechte zum Beispiel im Schul- und Polizeiwesen, die in anderen Bundesländern auf Landesebene ausgeübt werden.

### Judikative – Richter
Die Judikative, die richterliche Gewalt, wird von unabhängigen Richtern ausgeführt (Art. 135). Die Mitglieder der Gerichte werden von einem Ausschuss gewählt, der aus drei Mitgliedern des Senats, fünf Mitgliedern der Bürgerschaft und drei Richtern gebildet wird (Art. 136).
Für Fragen, die die Bremische Verfassung betreffen, wurde ein Staatsgerichtshof eingerichtet. Der Staatsgerichtshof besteht aus dem Präsidenten des Oberverwaltungsgerichts der Freien Hansestadt Bremen oder seinem Stellvertreter sowie aus sechs gewählten Mitgliedern, von denen zwei rechtsgelehrte bremische Richter sein müssen.
Die gewählten Mitglieder werden von der Bürgerschaft unverzüglich nach ihrem ersten Zusammentritt für die Dauer ihrer Wahlperiode gewählt und bleiben im Amt, bis die nächste Bürgerschaft die Neuwahl vorgenommen hat. Bei der Wahl soll die Stärke der Fraktionen nach Möglichkeit berücksichtigt werden. Die gewählten Mitglieder dürfen nicht Mitglieder des Senats oder der Bürgerschaft sein. Wiederwahl ist zulässig (Art. 139).

### Finanzen

#### Staatsverschuldung
Das Land Bremen hat seit vielen Jahren die mit Abstand höchste Pro-Kopf-Verschuldung aller deutschen Bundesländer. 2007 lag diese bei 22.000, im Jahr 2011 bei 28.638 Euro je Einwohner. Aufgrund der unterschiedlichen Verwaltungsstruktur sind solche Angaben jedoch nicht ohne weiteres vergleichbar, da bei dieser Betrachtung nur die Länderhaushalte miteinander verglichen werden. Unter Berücksichtigung der kommunalen Haushalte ergibt sich teilweise ein anderes Bild, da Bremen aus den beiden Kommunen Bremen und Bremerhaven besteht. Nach Angaben des Bundes der Steuerzahler stellt die Staatsverschuldung zusammen mit den hohen Personalausgaben ein großes Problem dar: „Die jährlichen Finanzierungsdefizite von zurzeit 1,2 Milliarden Euro müssen nach und nach zurückgeführt werden.“ Die Pro-Kopf-Verschuldung stieg im Zeitraum 2008–2018 um 37,6 % (siehe im Vergleich dazu die Verschuldung der Bundesländer).
Ab 2020 sollen die kommunalen Schulden der Städte Bremen und Bremerhaven in Höhe von etwa 10,6 Milliarden Euro als auch die darauf anfallenden Zinsen auf das Bundesland Freie Hansestadt Bremen verlagert werden.

#### Länderfinanzausgleich
Bremen ist seit 1970 „Nehmerland“ im Länderfinanzausgleich. Die Zuwendungen stiegen von 471 Mio. Euro im Jahr 2005 auf 771 Mio. Euro im Jahr 2019.
In einer Studie von 2013, bei der sich die Wiedereinführung der Vermögensteuer an einem Konzept der damaligen rot-grünen Bundesländer orientierte, wurden die daraus resultierenden zusätzlichen Steuereinnahmen nach Bundesländern aufgeschlüsselt. Demnach hätten auch aufgrund des Länderfinanzausgleichs Hamburg und Bremen die höchsten zusätzlichen Steuereinnahmen je Einwohner.

### Länderfusion und Verhältnis zu Niedersachsen
Die Abgrenzung zwischen Bremen und Niedersachsen wurde nach dem Zweiten Weltkrieg unter US-amerikanischer Militärregierung im Einvernehmen mit Bremen und dem Bremer Bürgermeister Wilhelm Kaisen gegenüber der Abgrenzung von 1938/39 verändert. Dabei wurde die angebotene Erweiterung des Umlandes aus politischem Kalkül nicht aufgegriffen.
Immer wieder wird eine Fusion mehrerer norddeutscher Länder diskutiert. So wurde ein Zusammenschluss der Länder Niedersachsen und Bremen thematisiert. Eine Fusion stößt traditionell und insbesondere in Bremen, jedoch auch in Niedersachsen, eher auf Ablehnung.
Zwischen Bremen und Niedersachsen kam es wiederholt zu Irritationen, die häufig auf von Bremer Seite als ungünstig empfundene Aspekte der Raumordnungs- und Wirtschaftsplanung niedersächsischer Umlandkommunen basierten, in denen große Gewerbegebiete in Konkurrenz zur Bremer Wirtschaft entstanden. Aber auch sogenannte „Bremer Alleingänge“ in der Infrastrukturplanung wurden kritisiert.

### Bremen in Europa
Mit der Verbindung zur Europäischen Politik und Verwaltung ist die Europaabteilung der Bevollmächtigten der Freien Hansestadt Bremen beim Bund, für Europa und Entwicklungszusammenarbeit betraut. Staatsrätin für Bundes- und Europaangelegenheiten und für Entwicklungszusammenarbeit ist Ulrike Hiller (SPD).
Bremen wird durch die beiden Abgeordneten Joachim Schuster (SPD) und Helga Trüpel (Bündnis 90/Die Grünen) im Europäischen Parlament vertreten.
Das Land Bremen erhält Förderungen aus den Strukturfonds der Europäischen Union, dem Europäischen Sozialfonds (ESF). Dieser wird von der Senatorin für Wirtschaft, Arbeit und Europa verwaltet. Mit den Mitteln werden in Programme und Projekte in Bremen und Bremerhaven zur Armutsbekämpfung und sozialräumliche gezielte Beschäftigungsförderung (BAP) durchgeführt.
Das Land Bremen unterhält eine Partnerschaft zur Region Odessa in der Ukraine.

### Hoheitszeichen

Bremer Schlüssel (Kleines Landeswappen)
Mittleres Staatswappen
Großes Staatswappen
Frei verwendbares Wappenzeichen
Staatsflagge („Speckflagge“)
Staatsflagge mit mittlerem Wappen
Staatsflagge mit sogenanntem Flaggenwappen (Senatsflagge)
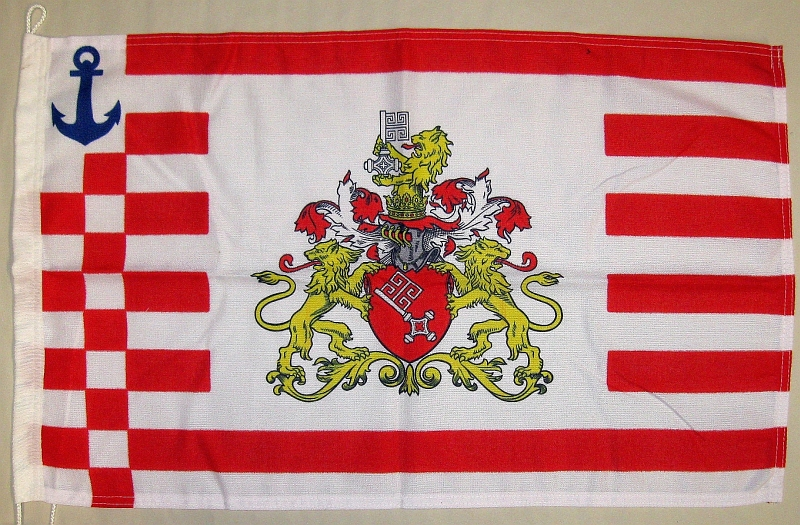
Landesdienstflagge der Bremischen Schifffahrt (Landesdienstflagge)
Wappen Bremerhavens
Flagge Bremerhavens

Bremen besitzt insgesamt vier Staatsflaggen. Die Staatsflagge mit mittlerem Wappen unterscheidet sich von der mit Flaggenwappen zusätzlich durch die Anzahl ihrer Streifen. Das Flaggenwappen auf der Staatsflagge ist nicht mit dem großen Landeswappen zu verwechseln. Die Behörden greifen meist auf eine Flagge mit Wappen zurück.
Die Staatskanzlei Bremen kam dem Wunsch von Privatpersonen, Vereinen und Unternehmen, ihre Zugehörigkeit oder Verbundenheit zu „ihrem Land“ zu dokumentieren, mit einem eigens entwickelten Wappenzeichen nach, da die Landeswappen an sich ausschließlich von den Behörden geführt werden dürfen.

### Senatsmedaillen
Orden zu verleihen oder zu tragen ist nicht bremischer Brauch. In Bremen gibt es aber verschiedene Ehrenmedaillen.
- Bremische Ehrenmedaille in Gold
- Senatsmedaille für Kunst und Wissenschaft der Freien Hansestadt Bremen
- Bremische Rettungsmedaille

## Wirtschaft und Verkehr

### Wirtschaft

#### Hafen- und Seewirtschaft
→ Siehe: Bremische Wirtschaft#Hafen- und Seewirtschaft
Aufgrund der Hafengruppe Bremen/Bremerhaven ist das Land Bremen Deutschlands Außenhandelsstandort Nummer zwei, gleich nach Hamburg. Die Palette der verschiedenen Handelsgüter, die hier im- und exportiert werden, erstreckt sich von Fisch-, Fleisch- und Molkereiprodukten über traditionelle Rohstoffe wie Tee, Baumwolle (siehe Bremer Baumwollbörse), Reis und Tabak bis hin zu Wein und Zitrusfrüchten. Besondere Bedeutung besitzt Bremen für den Kaffeeimport und den Autoexport. Der Seehafen Bremerhaven ist Deutschlands größter Umschlagplatz für Automobile.

#### Große Unternehmen
In Bremen befinden sich ein Mercedes-Benz-Werk, Airbus – Produktion und Raumfahrt – (EADS, OHB Technology) sowie Lebensmittelindustrie (Kraft Foods, Hachez (bis 2023), Brauerei Beck & Co., Kellogg’s Deutschland (bis 2018), Melitta-Kaffee). Im Bremer Schütting ist die Handelskammer Bremen – IHK für Bremen und Bremerhaven angesiedelt.

#### Wirtschaftsleistung
Verglichen mit dem Bruttoinlandsprodukt der Europäischen Union erreichte Bremen 2014 einen Index von 161,0 (EU-28: 100,0 Deutschland: 126,0).
2017 betrug die Wirtschaftsleistung in der Freien Hansestadt Bremen gemessen am Bruttoinlandsprodukt rund 37 Milliarden Euro.
Bremerhaven ist ein wichtiger Standort der Offshore-Windenergie-Aktivitäten in Deutschland.

#### Energieversorgung
→ siehe Bremische Wirtschaft#Energiewirtschaft
In der Freien Hansestadt Bremen werden mehrere Kraftwerke mit fossilen Brennstoffen betrieben, die auch das niedersächsische Umland mit elektrischem Strom versorgen. In den beiden Städten Bremen und Bremerhaven ist jeweils eine Müllverbrennungsanlage in Betrieb, deren Abwärme für Fernheizung genutzt wird.
Bereits in den 1990er Jahren begann die Entwicklung der Erneuerbaren Energien. Bis 2013 wurden im Land selbst und in den umliegenden niedersächsischen Gemeinden Windkraftanlagen mit einer Gesamtleistung von rund 195 MW angeschlossen, womit die Region hinsichtlich der Leistung pro Fläche eine Spitzenstellung in Deutschland einnimmt. Nach Angaben der Bundesnetzagentur waren Ende 2012 in der Freien Hansestadt Bremen 77 Windkraftanlagen mit einer Leistung von insgesamt 149 MW in Betrieb, was etwa 355 kW je km² Landesfläche bedeutet.

#### Tourismus
→ siehe Bremische Wirtschaft#Tourismus

### Verkehr

#### Schiffsverkehr
Bremen und Bremerhaven bilden zusammen den zweitgrößten Seehafen Deutschlands. Schwerpunkte in den Bremer Häfen sind hierbei insbesondere der Autoumschlag, Containerterminal und Fischereihafen in Bremerhaven sowie der Neustädter Hafen in Bremen. Die Hafenmanagementgesellschaft nennt sich Bremenports und befindet sich zu 100 % in Besitz der Stadtgemeinde Bremen, auch wenn sich ihr Zuständigkeitsbereich auf beide Städte und somit auch auf die Häfen in Bremerhaven erstreckt.
In der Freien Hansestadt Bremen bestehen mehrere Fährverbindungen über die Weser. Diese Verbindungen bestehen zwischen Bremerhaven und Nordenham, zwischen Bremen-Farge und Berne, zwischen Bremen-Blumenthal und Motzen, sowie zwischen Bremen-Vegesack und Lemwerder.

#### Eisenbahn
Bremen und Bremerhaven sind durch eine elektrifizierte zweigleisige Haupteisenbahnlinie miteinander verbunden. Von Bremen Hauptbahnhof aus führen ferner Verbindungen nach Hamburg, Hannover, Uelzen, ins Ruhrgebiet, nach Delmenhorst–Oldenburg/–Osnabrück/-Nordenham und in den Stadtteil Vegesack, von wo aus die Farge-Vegesacker Eisenbahn den Stadtteil Blumenthal erschließt. Von Bremerhaven Hauptbahnhof aus führen Eisenbahnverbindungen nach Cuxhaven und nach Bremervörde/Hamburg. Der Bremer Hauptbahnhof ist in die zweithöchste deutsche Preisklasse eingestuft. Insgesamt gibt es in der Freien Hansestadt Bremen 27 Haltepunkte der Eisenbahn für den Personenverkehr sowie mehr als zehn Güter- und Rangierbahnhöfe.
Bis 2001 war auch Bremerhaven in das Fernverkehrsnetz der Deutschen Bahn eingebunden. Seitdem ist nur noch der Hauptbahnhof Bremen im nationalen und internationalen Fernverkehr erreichbar, die übrigen Verbindungen gehören zum Regionalverkehr. Die Hauptbahnhöfe Bremen und Bremerhaven sind Durchgangsbahnhöfe.

#### Straßen
Beide Landesteile werden durch die Autobahn A 27 miteinander verbunden. Im Norden der Stadt Bremen verläuft die A 270 und im Stadtgebiet selbst ist derzeit der weitere Ausbau der A 281 geplant. Ferner tangiert die A 1 die Stadt Bremen.
Die Freie Hansestadt Bremen ist das erste und bisher einzige Bundesland mit einem durchgehenden Tempolimit von 120 km/h auf den durch das Hoheitsgebiet führenden Autobahnen.

#### Flugverkehr
In Bremen-Neuenland befindet sich der internationale Flughafen Bremen. Bis 2016 befand sich in Bremerhaven-Luneort ein kleinerer Flugplatz, der Verkehrslandeplatz Bremerhaven-Luneort. Dieser wurde geschlossen, um Flächen für die Windkraftindustrie erschließen zu können und um den geplanten Offshore-Terminal Bremerhaven (OTB) zu realisieren. Der OTB wurde allerdings bis heute (2020) nicht gebaut.

## Öffentliche Einrichtungen

### Allgemein
- Die Polizei Bremen ist auch die Landespolizei der Freien Hansestadt Bremen.
- Die oberen Gerichte der Freien Hansestadt Bremen, alle mit Sitz in der Stadtgemeinde Bremen, sind:
  - Der Staatsgerichtshof
  - Das Oberlandesgericht
  - Das Landesarbeitsgericht
  - Das Finanzgericht
  - Das Landessozialgericht mit einer Zweigstelle
  - Das Oberverwaltungsgericht
- Um die 40 Konsulate und Honorarkonsulate befinden sich in der Freien Hansestadt Bremen.
- Als Körperschaften und Anstalten des öffentlichen Rechts sind u. a. tätig:
  - Die Arbeitnehmerkammer Bremen
  - Die Handelskammer Bremen
  - Die Industrie- und Handelskammer Bremerhaven
  - Die Handwerkskammer Bremen
  - Die Hanseatische Rechtsanwaltskammer
  - Die Bremer Notarkammer
  - Die Bremische Landesmedienanstalt
  - Radio Bremen
- Im Umweltinformationssystem BUISY sind aktuelle Luftgütedaten sowie Messwerte auch zu Badegewässern abrufbar.

### Bildung, Wissenschaft und Forschung
Schulwesen
Hochschulen im Land Bremen
- Universität Bremen: Mit drei Einrichtungen, die durch die Exzellenzinitiative gefördert werden.
- Die private Constructor University
- Hochschule Bremen
- Hochschule Bremerhaven
- Hochschule für Künste Bremen

Wissenschaftliche Einrichtungen
- Fraunhofer-Institut für Fertigungstechnik und Angewandte Materialforschung in Bremen
- Fraunhofer-Institut für Digitale Medizin MEVIS in Bremen
- Max-Planck-Institut für marine Mikrobiologie (MPI-MM) in Bremen
- Zentrum für Marine Umweltwissenschaften (MARUM) in Bremen
- Leibniz-Zentrum für Marine Tropenforschung (zmt) in Bremen
- Deutsches Schifffahrtsmuseum in Bremerhaven (Mitglied der Leibniz-Gemeinschaft),
- Deutsches Zentrum für Polarforschung im Alfred-Wegener-Institut (Mitglied der Helmholtz-Gemeinschaft) in Bremerhaven,
- Staats- und Universitätsbibliothek Bremen

Bremen hat sich in den letzten Jahrzehnten zu einem bedeutenden Standort für Meereswissenschaften entwickelt. 2005 wurden Bremen und Bremerhaven vom Stifterverband für die Deutsche Wissenschaft zur Stadt der Wissenschaft 2005 gewählt.

### Gesundheitswesen

#### Behörde und Körperschaften
- Der Senator für Gesundheit
- Die Ärztekammer Bremen
- Die Kassenärztliche Vereinigung Bremen
- Die Kassenzahnärztliche Vereinigung Bremen
- Die Tierärztekammer

#### Kliniken
- Klinikverbund Gesundheit Nord mit:
  - Dem Klinikum Bremen-Mitte
  - Dem Klinikum Bremen-Nord
  - Dem Klinikum Bremen-Ost
  - Dem Klinikum Links der Weser
- Freie Kliniken Bremen mit:
  - Dem Rotes-Kreuz-Krankenhaus
  - Dem Diako Krankenhaus Bremen
  - Dem Krankenhaus St. Joseph Stift Bremen
  - Der Roland-Klinik
- Private Fachkliniken wie u. a.:
  - Das AMEOS Klinikum Bremen
  - Die Paracelsus-Klinik Bremen
- Landesuntersuchungsamt für Chemie, Hygiene und Veterinärmedizin
- Das Klinikum Bremerhaven (Zentralkrankenhaus Reinkenheide), eine kommunale Klinik
- Das AMEOS Klinikum Am Bürgerpark Bremerhaven
- Das AMEOS Klinikum Mitte Bremerhaven
- Die ARCHE Klinik Bremerhaven

### Sport
→ Sportanlagen und Sportvereine sind zu finden in den Artikeln zu den Stadt- bzw. Ortsteilen von Bremen und Bremerhaven.
Der Sport in der Freien Hansestadt Bremen wird in rund 450 Bremer und Bremerhavener Sportvereinen mit rund 160.000 Mitgliedern betrieben. Er wird vertreten durch den Landessportbund Bremen (LSB) als Dachverband, den Kreissportbünden Bremen, Bremen-Nord und Bremerhaven und den um die 50 Sportfachverbänden. Der Breitensport ist ein besonderes Anliegen. Organisatorisch sind Bremer und Bremerhavener Sportvereine oft eng mit denen aus Niedersachsen verzahnt.
Der älteste, noch bestehende Verein Vorwärts in Bremen wurde 1846 als Arbeiterbildungsverein von Zigarrenmachern gegründet und hatte seinen Sitz von 1853 bis 1973 im Haus Vorwärts.
Der älteste Verein in Bremerhaven wurde 1859 vom Pädagogen Justus Lion als Turnverein Bremerhaven gegründet, woraus 1919 der ATS Bremerhaven (ATSB) und 1972 der OSC Bremerhaven mit rund 4500 Mitgliedern (2013) hervorging.
Der größte und erfolgreichste Verein in Bremen ist der SV Werder Bremen mit rund 40.100 Mitgliedern (2021), gefolgt von Bremen 1860 mit ca. 6400 Mitgliedern (2016).

#### Sportarten von Bedeutung
Auswahl, alphabetisch geordnet
- Basketball: Die Eisbären Bremerhaven spielen in der ProA.
- Eishockey: Die Fischtown Pinguins vom REV aus Bremerhaven spielen in der DEL.
- Floorball: Der TV Eiche Horn (Herren) in der Bundesliga.
- Fußball: Der SV Werder Bremen spielt in der Bundesliga. In der ewigen Tabelle der Fußball-Bundesliga steht Werder auf dem 3. Platz. Werder wurde viermal Deutscher Meister, sechsmal DFB-Pokalsieger und einmal Europapokalsieger der Pokalsieger. Werder Bremens Frauen spielen in der Bundesliga.
- Handball: Der TV Grambke-Bremen war in den 1970er bis 1990er Jahren eine Hochburg des Handballs. Der TuS Walle Bremen wurde in den 1990er Jahren bei den Frauen fünfmal Deutscher Handballmeister.
- Hockey: Die 1. Damen des Bremer Hockey Clubs (BHC) spielen in der höchsten Spielklasse Deutschlands (1. Bundesliga). Dies tun sie auf dem Feld und auch in der Halle. Hockey wird auch Feldhockey genannt.
- Judo: Die Frauen vom TV Eiche Horn kämpfen (2013) in der 2. Judo-Bundesliga.
- Kegeln: Die Damen von der SG LTS/KCN Bremerhaven sind (2013) in der Kegel-Bundesliga (Bohle).
- Rhythmische Sportgymnastik: In Bremen befindet sich seit 1992 der Bundesstützpunkt für die Rhythmische Sportgymnastik. Lena Rübke wurde von 2008 bis 2010 vielfache Deutsche Meisterin in verschiedenen Übungen.
- Rudern: Die Große Bremer Ruderregatta findet seit 1879 jährlich auf dem Werdersee statt. Knud Lange vom Bremerhavener Ruderverein errang bei den Ruder-Weltmeisterschaften mehrere WM-Medaillen (2006, 2008 und 2009).
- Rugby: Bremen 1860/Union 60 Bremen spielt (2013) in der 2. Rugby-Bundesliga.
- Schach: Werder Bremen spielt in der Schach-Bundesliga.
- Squash: Der 1. Bremer Squash-Club von 1976 spielt (2013) in der Bundesliga.
- Tanzsport: Die Städte Bremerhaven und Bremen gelten als überregional bekannte Zentren im Tanzsport. Die Tanzsportgemeinschaft Bremerhaven (TSG) von 1971 wurden 20-mal Deutscher Meister, zehnmal Europameister, 14-mal Weltmeister und viermal Bremer Mannschaft des Jahres (1997, 1999, 2001 und 2002). Beim Grün-Gold-Club Bremen tanzte das A-Team von 1998 bis 2002 in der 2. Bundesliga und stieg 2002 in die 1. Bundesliga auf. Das A-Team wurde Weltmeister 2006, 2009 und 2012; Europameister 2007, 2008 und 2010; Deutscher Meister 2004, 2005 und von 2007 bis 2012. Es war siebenmal Bremer Mannschaft des Jahres von 2003 bis 2009. Das B-Team tanzt seit 2002/2003 ebenfalls in der 1. Bundesliga.
- Tennis: Die Herrenmannschaft des Bremerhavener TV 1905 spielt in der 1. Tennis-Bundesliga.
- Tischtennis: Werder Bremen spielt seit 2007 in der Tischtennis-Bundesliga.

## Religion

### Konfessionsstatistik
Im Jahr 1970 waren 82,4 % der Einwohner evangelische Kirchenmitglieder, 10,2 % römisch-katholische und lediglich 7,4 % waren konfessionslos oder gehörten sonstigen Glaubensgemeinschaften an. Der Anteil der katholischen Kirchenmitglieder an der Gesamtbevölkerung und vor allem die der evangelischen Kirchenmitglieder ist seitdem gesunken, während der Anteil der Einwohner mit sonstiger Konfession oder ohne Konfession beträchtlich zugenommen hat. Ende 2024 waren von den Einwohnern 25,7 % evangelisch, 8,2 % katholisch und 66,1 % gehörten sonstigen oder keinen Glaubensgemeinschaft an.

### Evangelische Kirche
Die Entwicklung in Bremen folgt dem Trend der meisten der früher überwiegend von evangelischen Kirchenmitgliedern bewohnten Großstädte in Deutschland. Anfang des 20. Jahrhunderts noch die absolut dominierende und damit beherrschende Kirche (über 90 %) beläuft sich dieser Anteil mittlerweile auf ein Drittel.
Die evangelische Landeskirche (Bremische Evangelische Kirche in Bremen und Bremerhaven-Mitte) hat sowohl eine lutherische wie auch eine reformierte Tradition und ist somit eine unierte Kirche. Daneben gehören Christen in den übrigen Teilen Bremerhavens, die früher zum Königreich Hannover gehörten, zur Evangelisch-lutherischen Landeskirche Hannovers.

### Katholische Kirche
Die römisch-katholischen Christen gehören zum Dekanat Bremen des Bistums Osnabrück (Bremen/südlich der Lesum) und zu den Dekanaten Bremerhaven und Bremen-Nord des Bistums Hildesheim (Bremerhaven und Bremen-Nord/nördlich der Lesum).

### Altkatholische Kirche
Es gibt eine Gemeinde der Altkatholischen Kirche, die zur Theresiendomgemeinde in Nordstrand gehört. Altkatholische Messen werden in der römisch-katholischen Kirche am Krankenhaus St.-Joseph-Stift abgehalten.

### Freikirchen
Daneben gibt es in Bremen noch eine Reihe von Freikirchen, darunter die Apostolische Gemeinschaft, die Neuapostolische Kirche und die Siebenten-Tags-Adventisten.

### Zeugen Jehovas
Die Zeugen Jehovas sind mit Gemeinden im Stadtgebiet vertreten.

### Judentum
In Bremen-Schwachhausen befindet sich eine Synagoge. In Hastedt ist der alte Jüdische Friedhof Deichbruchstraße und am Riensberg zwischen der H.-H.-Meier-Allee Nr. 80 und der Beckfeldstraße (Zugang) wurde im November 2008 der neue Jüdische Friedhof fertig gestellt. In Bremerhaven gibt es die Jüdische Gemeinschaft Bremerhaven.

### Islam
Die Muslime sind in einer Vielzahl von Gemeinden und Vereinen organisiert. Die größte Moschee ist die Fatih-Moschee in Bremen-Gröpelingen. In Bremerhaven befinden sich u. a. die Moschee Merkez Camii in Lehe.
2011 lebten ca. 40.000 Muslime in Bremen (6 %).
Zu den in Bremen aktiven muslimischen Verbänden gehören:
- die „Türkisch-Islamische Union der Anstalt für Religion“ (DITIB),
- der „Verband der Islamischen Kulturzentren“ (VIKZ),
- die „Islamische Föderation Bremen“ (IFB) und
- der Dachverband „Schura – Islamische Religionsgemeinschaft Bremen e. V.“

### Sonstige
Angehörige asiatischer Religionsgemeinschaften sind in weniger festgefügten Organisationsformen, z. B. Buddhisten.
Der Eldaring e. V. (bundesweiter Verein des germanischen Neuheidentums) hat einen Herd und Stammtisch in Bremen, der sich monatlich trifft.